# Občina Lendava
Občina Lendava (madžarsko Lendva) je ena od 212 občin v Sloveniji, z več kot 10.000 prebivalci, s središčem v Lendavi. Je najbolj vzhodna slovenska občina. Meji na Madžarsko in Hrvaško ter na občine: Dobrovnik, Turnišče, Velika Polana in Črenšovci. Skozi njo teče reka Ledava.

## Zgodovina občine

### Obdobje 1848 - 1918
Temelj nove upravne ureditve po letu 1848 so postale občine, katere so dobile podlago za nastanek s »provizoričnim zakonom o občinah« dne 17. 3. 1849. Šlo je za krajevne občine, ki pa so bil sestavljene iz več katastrskih občin. Prekmurje je bilo v času nastajanja občin v letu 1850 razdeljeno na dve županiji z okraji. Tako je okraj Murska Sobota pripadal Železni županiji s sedežem v Sombotelu, okraj Lendava pa županiji Zala s sedežem v Jageršku. V županiji Zala je bilo v obdobju 1790 in 1848 šest okrajev: Tapolca, Szántó, Kapornak, Egerszeg, Lövő in Muraköz. Leta 1849 je prišlo do spremembe, in sicer pustili so okraje Egerszeg, Tapolca in Nagykapornak ter poleg teh ustanovili tri nove: Dolnjo Lendavo, Sümegy in Nagykanizso. Sedež vsakega okraja je bilo mesto, ki je imelo največ prebivalcev in se je nahajalo na stičišču pomembnih prometnic.
Leta 1867 ob nastanku Avstro-Ogrske je območje Prekmurja spadalo v okvir ogrske države, katere upravna delitev se je razlikovala od avstrijskega. Pa podlagi zakona z dne 19. 5. 1868 o ustroju političnih upravnih oblastev, ko je prišlo do dokončne ločitve sodstva in uprave, so ponovno oživela okrajna glavarstva (1868-1918). Kar za območje današnjega Prekmurja pomeni okrajno glavarstvo Murska Sobota, okrajno glavarstvo Lendava in območje sodnega okraja Monošter. 
Zakon o občinah je Madžarska sprejela leta 1871. Glede na pravni status so obstajale male občine (madžarsko: kisközség), velike občine (madžarsko: nagyközség) in mesta z urejenim svetom oz. magistratom (madžarsko: rendezett tanácsú városok). Male občine zaradi svoje gospodarske šibkosti niso mogle same izvrševati svojih nalog, niso imele svojega notarja in tajnika, ampak so se z drugimi malimi občinami povezovale v notarišije, ki so vzdrževale skupnega notarja. Notarišije so bile bili posebnost v madžarskem delu monarhije. 
Po zakonu o občinah so vsi prekmurski kraji dobili status malih občin in so se povezovali v notarišije. Izjema je bila Dolnja Lendava. Le- ta je leta 1890 pri podžupanu županije Zala vložila prošnjo za preoblikovanje v veliko občino. Med razlogi je navedla tudi dejstvo, da notar zanemarja zadeve Dolnje Lendave, saj je imela skupnega notarja z naselji Čentiba, Dolina, Petišovci, Dolga vas, Mostje in Banuta. Prošnji je priložila tudi vse potrebne podatke za izpolnitev pogojev, ki jih je določal zakon, ter dodala, da tako preoblikovanje želi tisti del prebivalcev občine, ki skupaj plačuje več kot polovico direktnih davkov. Dne 1. 7. 1891 je Ministrstvo za notranje zadeve dovolilo preoblikovanje Dolnje Lendave v veliko občino. Naloge Velike občine Dolnja Lendava (Alsólendva Nagyközség) so bile: izdajanje odločb in statutov, nadzor občinskega premoženja, določitev in pobiranje občinskih davkov, skrb za občinske ceste, prevozna sredstva, šolske zgradbe, žandarmerijo, gasilstvo in reveže.
V obdobju dualizma je prišlo do bistvenega poslabšanja položaja Slovencev in njihovih možnosti za svoboden narodni razvoj na ogrski strani, kar se manifestira tudi skozi zakon o poimenovanju občin in drugih krajev, s katerim so v letu 1889 "pomadžarili" vsa slovenska krajevna imena.
Madžarske uprave v Dolnji Lendavi je bilo konec s prvo svetovno vojno in razpadom Avstro- Ogrske.

### Lendava v obdobju med obema vojnama
Prekmurje je bilo novonastali državi priključeno šele leta 1920. V Kraljevini SHS je centralna oblast bila tista, ki si je skušala pridobiti takojšnji pregled in nadzor nad področjem lokalne samouprave ter v okviru ministrstva za notranje zadeve oblikovala poseben samoupravni oddelek z dvema odsekoma – občinskim odsekom in odsekom za okrožno in okrajno samoupravo.
Po vidovdanski ustavi, 28. 6. 1921 je upravna oblast določala, da se izvršuje po oblasteh, okrogih (okrožjih), srezih (okrajih) in občinah ter da se ustanavljalo občinska, sreska in oblastna samouprava. Posebej pomembna zakona poleg ustave za področje lokalne samouprave sta Zakon o oblastni in sreski (okrajni) samoupravi in Zakon o obči upravi iz leta 1922. Tega leta (26. 4. 1922) je bila država tudi razdeljena na 33 oblasti, med katere je kraj Lendava spadal pod Mariborsko oblast. Lendava je bila tudi sodni okraj, ki je se imenoval sodni okraj Dolnja Lendava. Občina Dolnja Lendava je sodila od leta 1921 pod okraj Murska Sobota. Iz popisa prebivalstva v letu 1921 je vidno, da je sam okraj Murska Sobota imel 92.295 prebivalcev, v njem pa je občina Dolnja Lendava imela 3.027 prebivalcev. Ob vseh občin v okraju Murska Sobota, je imela Dolnja Lendava največ prebivalcev.
6. januarja 1929 je sledila zakonodaja, ki je prinesla pomembne upravne reforme, in sicer ureditev lokalne samouprave. Vse slovensko ozemlje, ki je bilo leta 1922 razdeljeno na dve oblasti, je bilo zopet združeno v eno upravno enoto – Dravsko banovino s sedežem v Ljubljani. Upravno je bila razdeljena na 25 srezov, med njimi tudi na Mursko Soboto, pod katero je takrat spadala Lendava. Sreska načelstva so bila obča upravna oblastva, v katerih je bila združena vsa obča uprava, ki je obsegala vse posle razen tistih, ki so bili v pristojnosti sodišč, finančnih in vojaških zadev. 
V tridesetih letih je tudi v Prekmurju prišlo do določitve posebnih okrajnih samouprav. Tako je leta 1930 izšel Zakon o zdravstvenih občinah. Po tem zakonu so se zdravstvene občine oblikovale na območju ene ali več občin, tako da so imele več kot 6. 000 prebivalcev v mestih, oziroma več kot 4. 000 prebivalcev na vasi. V Dravski banovini je bilo ustanovljenih 13 samostojnih zdravstvenih občin in 103 združene zdravstvene občine. Občina Dolnjo Lendavo je bila še z občino Dobrovnik in Beltinci združena zdravstvena občina v srezu imenovanem Dolnja Lendava. Srez Dolnja Lendava je imel torej tri združene zdravstvene občine, občina Dolnja Lendava, ki je imela sedež v Dolnji Lendavi je združevala občine: Banuta, Čentiba, Dolga vas, Dolina pri Lendavi, Dolnja Lendava, Gaberje, Hotiza, Kapca, Gornji Lakoš, Dolnji Lakoš, Mala Polana, Mostje, Petišovci, Velika Polana.
Po podatkih za območje Dravske banovine leta 1931 je srez (okraj) Dolnja Lendava imel 38.120 prebivalcev, od tega v občini Dolnja Lendava 2. 443 prebivalcev. Kot sedež sreza je občina Dolnja Lendava imela največ prebivalcev v primerjavi z drugimi občinami v srezu (okraju). 
Spremembe na področju ureditve občine je prinesel novi Zakon o občinah. Občina je v zakonu bila opredeljena kot naravna in gospodarska enota, ki obsega določen del ozemlja in ima najmanj 3.000 prebivalcev. Na podlagi tega je na področju delovanja občin prišlo do korenitih sprememb in novega oblikovanja. Dotedanje občine so se združile v nove, teritorialno večje občine. Uredbo o spojitvi občin v Dravski banovini so 11. 4. 1934 dopolnili in spremenili z uredbo, ki je spremenila občino Dolnja Lendava in pa srez Dolnje Lendave. Dolnje lendavski srez je z uredbo spojitve občin doživel kar nekaj sprememb. V srezu se je število občin zmanjšalo s 48 na 12 občin. Tudi za občino Dolnja Lendava je uredba bila kar pomembna, saj ni bila ukinila, temveč le preoblikovana. Iz občine Dolnja Lendava sta bili izločeni bivša občina Dolga vas in pa kraja Tri mlini. Ime občine Dolnja Lendava se je spremenilo v ime občina Lendava. Ustanovljena je bila nova občina imenovana občina Lendava-okolica h kateri so priključili bivšo občino Banuta, bivšo občino Dolga vas, bivšo občino Dolnji Lakoš, bivšo občino Gaberje iz občine Gaberje (le-ta je bila ukinjena), bivšo občino Genterovci, bivšo občino Gornji Lakoš in bivšo občino Zamostje ter kraj Tri mline iz občine Lendava. Obe občini, občina Lendava in občina Lendava-okolica, sta imeli svoj sedež v kraju Lendava.
Na izvedeno komasacijo občin je bila cela vrsta pripomb in zato so že leta 1934 naredili nekaj popravkov. Popravki, ki so obravnavali občino Lendava, so bile objavljene v Službenem listu Kraljevske banske uprave Dravske banovine 19. decembra 1934, in sicer z razglasom, da se ukinjata novi občini Hotiza in Lendava-okolica ter da preidejo sestavni deli teh dveh občin nazaj v tiste občine, ki so bile ustanovljene z uredbo dne 8. 9. 1933. Kar je za občino Lendava pomenilo, da dobi nazaj bivšo občino Dolga vas in kraj Tri mlini. Iz ukinjene občine Lendava-okolica pa se najprej izločijo bivše občine Dolnji in Gornji Lakoš ter Gaberje in se združijo v občino Gaberje, nato pa še bivša občina Banuta, Genterovci in Zamostje, ki se še z drugimi izločenimi kraji povežejo v občino Genterovci. Po tem takem je občina Lendava dobila nazaj isti teritorialni sestav kakor ga je imela v septembru leta 1933 in je bila sestavljena iz stare občine Dolnja Lendava in Dolga vas. 
Po podatkih Splošnega pregleda Dravske banovine po stanju 1. julija 1939 je občina Lendava, ki je spadala v okraj Lendava v celoti obsegal površino 350, 69 km² in imel 38.120 prebivalcev. Sama občina Lendava pa je obsegala 28, 42 km² s 3.836 prebivalci. V tem obdobju sta občino Lendava po številu prebivalcev krepko presegli občina Črenšovci (5.080 preb.) in občina Beltinci (5.727 preb.).

### Občina v času druge svetovne vojne
Obdobje druge svetovne vojne in njenega konca zaznamujeta dve novi strukturi, ki vplivata na področje upravne ureditve. Na eni strani je to čas v katerem je okupator – v primeru Prekmurja so to Madžari – organiziral svojo »civilno oblast«, po drugi strani pa se je ob koncu vojne pričela izgradnja »oblastnih« struktur v okviru narodnoosvobodilnega gibanja. 

#### Madžarska okupacijska upravna ureditev
16. aprila 1941, z okupacijo Prekmurja s strani Madžarov, je prišlo do ponovne uvedbe madžarske civilne uprave. Madžari so najprej organizirali oblast po odloku o uvedbi vojaške uprave, ki je oblikoval dve okrajni vojaški upravni poveljstvi- Murskosoboško in Dolnjelendavsko poveljstvo. Odlok je določal upravno razdelitev zasedenega jugoslovanskega ozemlja, katerega upravo so prevzela mestna in okrajna vojaška poveljstva, podrejena Poveljstvu vojaško-upravne skupine južne armade (Dèli hadsereg katonia közigazgatäsi csoport parancsnokság), ki ga je vodil podpolkovnik Alajos Novakovits, podrejeno pa je bilo vrhovnemu poveljstvu. V okviru vojaško-upravnih poveljstev so delovali tudi odseki za posamezna področja, npr. kmetijstvo, industrijo, zdravstvo, šolstvo in propagando, za vodje odsekov pa so bili imenovani zaupniki, po možnosti domačini, ki so imeli zagotovljeno skoraj neomejeno oblast.
Madžarski okupator je zasedeno območje priključil v administrativno razdelitev Madžarske. Takratni dolnjelendavski okraj je priključila k Zalski županiji, murskosoboškega pa k Železni županiji. Murskosoboški okraj, ki je bil po prvi svetovni vojni združen z monoštrskim se je sedaj ponovno razdelil in oba okraja sta spadala k Železni županiji. Sedež Zalske županije je bil z okupacijo Madžarov prenesen iz Lentija ponovno v Dolnjo Lendavo. Avgusta je vojaško upravo nadomestila civilna uprava. Takrat sta bila okraja razdeljena na občine in notariate. Kar je pomenilo, da je občina Lendava ponovno postala Dolnja Lendava in dobila status velike občine. Pod izrazito madžarizacijo so bile ukinjene tudi vse institucije in nadomeščene z novimi. Upravna razdelitev Prekmurja v županija Zala je obsegala: okraj Dolnja Lendava z veliko občino Dolnja Lendava in notariat v Dolnjem Lakošu, Dolnjo Lendavo - okolica, Bogojino, Turnišče, Beltince, Črenšovce, Bratonce in Nedelico.
V začetku septembra 1944 sta bila soboški in lendavski okraj proglašena za vojno področje. Uprava v Prekmurju je ponovno postala vojaška in z oktobrom 1944 je upravo prevzela t.i. Obmurska mejna obrambna skupina (Magyar kiralyi Muravidéki Hatarvedelmi Csoport), ki je obsegala področje Prekmurja in Medžimurja.
Leta 2021 je naziv častnega državljana podelila Petru Szijjártóju, ki je prejel naziv prijatelja Rusije.

#### Upravna ureditev z letom 1945
Zametki upravnih ureditev v načrtov so se začeli že leta 1941, vendar so za ozemlje Prekmurja prišli v poštev šele po njeni osvoboditvi, po koncu druge svetovne vojne. Okraj Lendava s sedežem v Dolnji Lendavi je bil ustanovljen 21. 5. 1944 na podlagi Odloka predsedstva SNOS o krajih, okrajih in okrožjih ter njihovih narodnoosvobodilnih odborih. Septembra 1945 pa je bil izdan prvi zakon, ki je urejal vprašanje teritorialne razdelitve oziroma členitve Slovenije, t. i. Zakon o upravni razdelitvi federalne Slovenije. Določil je razdelitev slovenskega ozemlja na pet okrožij, ta so bila razdeljena na okraje, okraji pa so bili sestavljeni iz krajev. Po tem zakonu je Dolnja Lendava spadala pod mariborsko okrožje in Dolnje lendavski okraj.
Februarja 1946 so bili narodnoosvobodilni odbori preimenovani v krajevne ljudske odbore. Spremembe so marca 1946 doletele zakon iz leta 1945, predvsem pri določitvi krajev kot upravno-teritorialnih enot, ki so bile natančneje navedene z navedbo katastrskih občin in naselij, ki so spadala v posamezen kraj. Po tem je občina Dolnja Lendava spadala še vedno v mariborsko okrožje, okraj pa se je preimenoval v okraj Lendava, ki je imel sedež v Dolnji Lendavi. Upravna razdelitev okraja Lendava iz aprila 1946 je predvidevala 14, tista iz septembra 1946 pa 40 krajev: Banuta, Bogojina, Brezovica, Bukovnica, Čentiba, Črenšovci, Dobrovnik, Dolina, Dol. Bistrica, Dol. Lendava, Dol. Lakoš, Filovci, Gaberje, Genterovci, Gomilica, Gor. Bistrica, Gor. Lakoš, Hotiza, Kamovci, Kapca, Kobilje, Kot, Lipa, Mala Polana, Motvarjevci, Nedelica, Novo Mostje, Odranci, Petišovci, Pince, Radmožanci, Renkovci, Srednja Bistrica, Staro Mostje, Strehovci, Trnje, Turnišče, Velika Polana, Žitkovci in Žižki. Okrožja so v začetku leta 1947 bila ukinjena.
Na pomenu so dobivali krajevni ljudski odbor, katerega je dobil vsak večji kraj. Zakon o upravni razdelitvi Ljudske republike Slovenije iz leta 1948 je prinesel spremembe v razdelitvi. V primerjavi s prejšnjo razdelitvijo Slovenije se je število okrajev povečalo tako, da jih je s tem zakonom bilo razdelitev Slovenije na 29 okrajev in 1264 krajev. Število krajevnih ljudskih odborov se je v okraju Lendava zmanjšalo na 26 krajev. H KLO Mostje so se priključili kraji Banuta, Novo in Staro Mostje, h KLO Črenšovci sta se priključila Trnje in Žižki, v KLO Dobrovnik so se ponovno priključili Žitkovci, v KLO Dolina so se priključile Pince, v KLO Gaberje sta se priključila Kapca in Kot, v KLO Orešje sta se priključila kraja Čentiba in Petišovci, v KLO Genterovce so se priključili Kamovci in Radmožanci, v KLO Velika Polana se je priključila Brezovica, v KLO Gor. Lakoš se je priključil Dol. Lakoš, v KLO Bogojina se je priključila Bukovnica. Okraj Lendava je leta 1948 imel 32. 671 prebivalcev.
V letu 1949 je prišlo do uvedbe novih upravno-teritorialnih enot – oblasti, ki so nato delovale do januarja 1951, ko so bile ukinjene. Lendava je tako pripadali okraju Lendava v Mariborski oblasti. Istega leta sta bili v okraju Lendava opravljeni dve manjši spremembi – Čentiba je bila izločena iz KLO Orešje in priključena h KLO Dolina, naselje Pince Marof se je priključilo h kraju Orešje, ki pa se je preimenovalo v kraj Petišovci. 
Leto 1952 je prineslo Zakon o razdelitvi Ljudske republike Slovenije na mesta, okraje in občine. S tem zakonom je bil v tistem času na novo uveden pojem in institucija občine v sistem lokalnih teritorialnih enot. Okraj Lendava je bil ukinjen in združen z okrajem Murska Sobota. Na območju bivšega okraja Lendava so nastale občine: Bogojina, Črenšovci, Dobrovnik, Gaberje, Lendava, Polana in Turnišče.
Leto 1955 je prelomnica v položaju teritorialnih enot, saj se vzpostavi komunalni sistem, torej sistem, v katerem dobi občina položaj »komune«. Kar ni pomenilo drugo kot komasacije občin v večje občine ali komune. Občina Lendava je skupaj s še devetimi občinami, spadala pod okraj Murska Sobota. Občina Lendava je obsegala mesto Lendava in naselja Banuta, del Brezovec, Brezovica, Čentiba, Dobrovnik, Dolga vas (mišljeno Dolga vas in Dolgovaške gorice), Dolina, Dolnja Lendava (mišljeno Lendavske gorice in Trimlini), Dolnji Lakoš, Gaberje, Genterovci, Gomilica, Gornji Lakoš, Hotiza, Kamovci, Kapca, Kobilje, Kot, Mala Polana, Mostje, Nedelica, Petišovci (mišljeno Benica in Petišovci), Pince (mišljeno Pince, Pince-Marof), Radmožanci, Renkovci, Strehovci, Turnišče, Velika Polana ter Žitkovci. Leta 1960 občina Lendava še spada pod okraj Murska Sobota, leta 1964 pa je okraj Murska Sobota ukinjen in vse pride pod okraj Maribor. 
Ustavi Socialistične republike Slovenije, ki je bila sprejeta leta 1974 je postavila kot enega od temeljev socialističnega samoupravljanja krajevno skupnost. V takratni Socialistični republiki Sloveniji je bilo po letu 1974 okoli 1050 krajevnih skupnosti. Občina Lendava je imela vse skupaj 18 krajevnih skupnosti. To so bile: Bistrica, Čentiba, Črenšovci, Dobrovnik, Dolga vas, Gaberje, Genterovci, Gorice pri Lendavi, Hotiza, Kobilje, Lakoš, Lendava, Mostje-Banuta, Odranci, Orešje-Dolina pri Lendavi, Petišovci, Polana in Turnišče pri Lendavi. S prehodom od leta 1955 pa do 1974 občina Lendava ni bila deležna teritorialnih sprememb. 
Ob zadnjem popisu leta 1981 je imela občina Lendava nekje manj kot 27. 000 prebivalcev. Obsegala pa je 256,9 km² ozemlja. Nacionalna struktura prebivalstva občine je bila zelo raznolika in poleg Slovencev je tretjina prebivalstva občine madžarske narodnosti, v občini pa so živeli tudi pripadniki drugih narodov in narodnosti Jugoslavije, med njimi so najštevilnejši Hrvati. Občina je imela 18 krajevnih skupnosti in 41 naselij. Območje občine, kjer živi avtohtono prebivalstvo madžarske narodnosti, je opredeljeno kot dvojezično območje, kjer se slovenski in madžarski jezik uporabljata enakopravno v vsem javnem življenju. 

### Občina Lendava po osamosvojitvi Republike Slovenije
Z nastankom samostojne in neodvisne države Republike Slovenije in sprejemom nove ustave je nastala osnova za ponovno uvedbo klasične lokalne samouprave zahodnoevropskega tipa. Po zakonu o ustanovitvi občin ter določitvi njihovih območij iz leta 1994 je bilo v Sloveniji ustanovljenih 147 občin, od tega 11 mestnih. Med temi 147 občinami je bila tudi občina Lendava s sedežem v Lendavi. Prvi občinski svet je štel enaindvajset članov, od tega dva člana občinskega sveta izvolijo pripadniki madžarske narodnosti na podlagi posebne volilne pravice kot svoja predstavnika.
Občina Lendava/Lendva je bila ustanovljena že 3. 10. 1994 iz komune Lendava/Lendva, ki se je takrat preoblikovala v naslednjih pet manjših samostojnih občin: Črenšovci, Kobilje, Lendava/Lendva, Odranci in Turnišče. Tedanja občina Lendava/Lendva je sodila med naše srednje velike občine.
Občinski svet je 20. 4. 1995 sprejel status občine Lendava, ki je začel veljati 24. 6. 1995. Po tem statutu je občina Lendava samoupravna lokalna skupnost ustanovljena z zakonom na območju naslednjih naselij: Banuta – Bánuta, Benica, Čentiba – Csente, Dolga vas – Hosszúfalu, Dolgovaške gorice – Hosszúfaluhegy, Dolina pri Lendavi – Völgyifalu, Dolnji Lakoš – Alsólakos, Gaberje – Gyertyános, Genterovci – Göntérháza, Gornji Lakoš – Felsőlakos, Hotiza, Kamovci – Kámaháza, Kapca – Kapca, Kot – Kót, Lendava – Lendva, Lendavske gorice – Lendvahegy, Mostje – Hidvég, Petišovci – Petesháza, Pince – Pince, Pince Marof – Pince majof, Radmožanci – Radamos, Trimlini – Hármasmalom, Brezovec del. Narodnostno mešano območje občine na katerem živijo tudi pripadniki madžarske narodne skupnosti obsega navedena naselja razen naselij Benica, Hotiza in Brezovec del.
Glede teritorialnega obsega današnje občine Lendava je leta 1998 prišlo do sprememb, in sicer iz občine Lendava/Lendva je bilo izločeno manjše območje, iz katerega je nastala občina Dobrovnik/Dobronak.

## Grb občine Lendava
Grb občine Lendava je plavi poznogotski ščit. Na zelenem hribu je štirioglata srebrna trdnjava z zlato trikotno zastavo na vrhu.Pod hribom so tri srebrne grede(potoki).
Trdnjava na grbu je stari grad Lendava.
Grb so začeli uporabljati 12. 9. 1996.

## Naselja v občini
Banuta, Benica, Dolga vas, Dolgovaške Gorice, Dolina pri Lendavi, Dolnji Lakoš, Čentiba, Gaberje, Genterovci, Gornji Lakoš, Hotiza, Kamovci, Kapca, Kot, Lendava, Lendavske Gorice, Mostje, Petišovci, Pince, Pince - Marof, Radmožanci, Trimlini

## Statistični podatki
Občina Lendava/Lendva je del pomurske statistične regije. Obsega 123 km2 in se po površini uvršča med slovenskimi občinami na 51. mesto. Sredi leta 2014 je imela občina približno 10.600 prebivalcev (približno 5.150 moških in 5.450 žensk). Po številu prebivalcev se je med slovenskimi občinami uvrstila na 52. mesto. Na kvadratnem kilometru površine občine je živelo povprečno 86 prebivalcev, kar pomeni, da je bila gostota naseljenosti tu manjša kot v celotni državi. Le- tam je to 102 prebivalca na kvadratni kilometer.
Naravni prirast na 1.000 prebivalcev v občini je bil leta 2014 negativen, saj je znašal -7,5 (v Sloveniji 1,1). Število živorojenih je bilo nižje od števila umrlih. Število tistih, ki so se iz te občine odselili, pa je bilo nižje od števila tistih, ki so se vanjo priselili. Selitveni prirast na 1.000 prebivalcev v občini je bil torej pozitiven, znašal je 4,4. Seštevek naravnega in selitvenega prirasta na 1.000 prebivalcev v občini je bil negativen, saj je znašal -3,1 (v Sloveniji 0,9).